# Sturla Snær Snorrason
Sturla Snær Snorrason (* 1. März 1994 in Reykjavík) ist ein isländischer Skirennläufer. 

## Karriere
Sturla Snær Snorrason gab sein internationales Renndebüt am 27. Dezember 2009 bei einem FIS-Slalom in Akureyri. Sein erstes internationales Großereignis bestritt er bei den Juniorenweltmeisterschaften 2011 in Crans-Montana, wobei er jedoch im Riesenslalom ausschied.
2013 nahm Sturla Snær Snorrason erstmals an einer Alpinen Skiweltmeisterschaft teil, wobei er sich bei den Wettkämpfen in Schladming nicht für das Hauptrennen im Slalom qualifizieren konnte.
Vier Jahre später konnte er sich bei den Weltmeisterschaften in St. Moritz sowohl im Riesenslalom als auch im Slalom für die eigentlichen WM-Rennen qualifizieren, schied jedoch beide Male aus.
2018 trat Sturla Snær Snorrason erstmals bei Olympischen Winterspielen an. Doch auch in Pyeongchang schied er im Riesenslalom aus, im Slalom trat er trotz einer Meldung nicht an.
Am 22. Dezember 2018 gab Sturla Snær Snorrason beim Slalom von Madonna di Campiglio sein Weltcupdebüt, wobei er jedoch im ersten Durchgang ausschied.
Bei seiner zweiten Olympiateilnahme in Peking 2022 schied er im ersten Durchgang des Slalomrennens aus.
Sturla Snær Snorrason gab am 22. September 2022 bekannt, seine Karriere als Rennläufer zu beenden. In der Saison 2024/25 gab er jedoch ein Comeback, wobei ihm sogar die Qualifikation für die Weltmeisterschaften in Saalbach gelang.

## Erfolge

### Olympische Winterspiele
- Pyeongchang 2018: DNF Riesenslalom, DNS Slalom
- Peking 2022: DNF Slalom

### Weltmeisterschaften
- Schladming 2013: DNQ Slalom
- St. Moritz 2017: DNF Riesenslalom, DNF Slalom
- Åre 2019: DNF Riesenslalom, DNF Slalom
- Cortina d’Ampezzo 2021: DNF Riesenslalom, DNF Slalom

### Juniorenweltmeisterschaften
- Crans-Montana 2011: DNF Riesenslalom
- Québec 2013: DNF Riesenslalom, DNF Slalom

### Far East Cup
- Eine Platzierung unter den besten 15

### Nor-Am Cup
- 2 Platzierungen unter den besten 30

### Europäisches Olympisches Winter-Jugendfestival
- Liberec 2011: DNF Riesenslalom, DNF Slalom

### Weitere Erfolge
- Isländischer Meister im Slalom (2016, 2017, 2019 & 2021)
- Isländischer Meister im Riesenslalom (2017 & 2019)
- Isländischer Vizemeister im Slalom (2014)
- Isländischer Vizemeister im Riesenslalom (2011 & 2013)
- Bronze bei den isländischen Meisterschaften im Riesenslalom (2014 & 2021)
- 11 Siege bei FIS-Rennen